# جرس كهربائي
الجرس الكهربائي (بالإنجليزية: Electric bell)‏ هو جرس يعمل بواسطة كهرمغنطيس، عند تطبيق تيار كهربائي عليه يصدر الجرس رنات متتالية تردد، ويستعمل الجرس الكهربائي في أجهزة الإنذار وجرس المدارس وجرس الباب المنزلي، وكذلك في أجهزة إندار المجال الصناعي، لكنه استبدل اليوم بالطنانات الإلكترونية.

## تاريخه
تطور الجرس الكهربائي ذو القاطعة من عدة ميكانيزمات التذبذب الكهروميكانيكي، التي انبثقت مباشرة بعد اختراع الكهرمغطيس من طرف الفيزيائي والمخترع الإنجليزي ويليام ستورجن William Sturgeon سنة 1823م، وكان أولها: السلك المتذبذب الكهربائي الذي إخترعه جيمس مارش James Marsh سنة 1824، وهو عبارة عن ساق (سلك) مغطسة في حوض من الزئبق ومعلق بجانب كهرمغنطيس، حيث يتسبب المجال المغنطيسي المتولد في حركة الساق بعيدا عن الزئبق مما يؤدي إلى فتح الدارة وبالتالي توقف المجال المغنطيسي ورجوع الساق لتلامس حوض الزئبق من جديد (غلق الدارة وهكذا).
تتمثل أصول الميكانيزمات المستخدمة في الأجراس الكهربية العصرية في: اهتزاز «قاطق التماس» "contact breaker" أو القاطعة التي تقوم بفصل التيار الكهربائي عن الوشيعة. اهتزاز قواطع «المطرقة» من طرف جون فيليب Johann Philipp Wagner سنة (1839) وكريستيان نيف Christian Ernst Neeff سنة (1847) وطورت إلى طنان من طرف فرومنت (1847)، أضاف جون ميراند (حوالي 1850) الساق والمرنان لتكوين جرس كهربائي استعمل كجرس للتلغراف، وكذلك اخترعت أنواع أخرى من طرف سيمنس Siemens ومن طرف Lippens.

## أنواعه

### جرس القاطعة

#### مبدأ العمل

مبدأ عمل الجرس الكهربائي ذو القاطعة

يصدر الجرس صوت مستمر عند تطبيق التيار الكهربي عليه. (أنظر الشكل جانبه) يصدر المرنان B رنة صوتية في كل مرة يقرع فيها بواسطة العارضة A. في الحالة البدئية تكون العارض بعيدة (بمسافة قصيرة) عن المرنان، وعند تطبيق التيار الكهربي على وشيعة الكهرمغنطيس E (نتيجة غلق المفتاح K)، يقوم هذا الأخير بجذب العارضة مما يحدث قرع المرنان B، وفي نفس اللحظة يحدث فصل التيار عن الوشيعة بواسطة الملامس T ، وهذا يؤدي إلى قطع المجال المغنطيسي ومن تم عودة العارضة إلى مكانها الأصلي. وبمجرد ابتعاد العارضة عن المرنان يحدث الملامس T توصيل التيار من جديد، وهكذا تتكرر الدورة بسرعة مكونة رنين مستمر.
تعتمد التونة المتولدة على شكل وأبعاد الرنان المستعمل، إذ يمكن الحصول على رنات مختلفة باختلاف أشكال الرنانات.
ونجده حاليا بكثرة في جرس الباب المنزلي.
يوجد نوع آخر من الأجراس، وهو الجرس الكهربائي أحادي القرعة، حيث لاتوجد ملامسة كهربائية. تقرع العارضة الجرس مرة واحدة فقط بمجرد غلق الدائرة، ويستعمل في إشعارات الرسائل الجديدة وفي أبواب المحلات عند دخول الزبون، وكذلك في السكك الحديدة للإشعار بقدوم القطار.

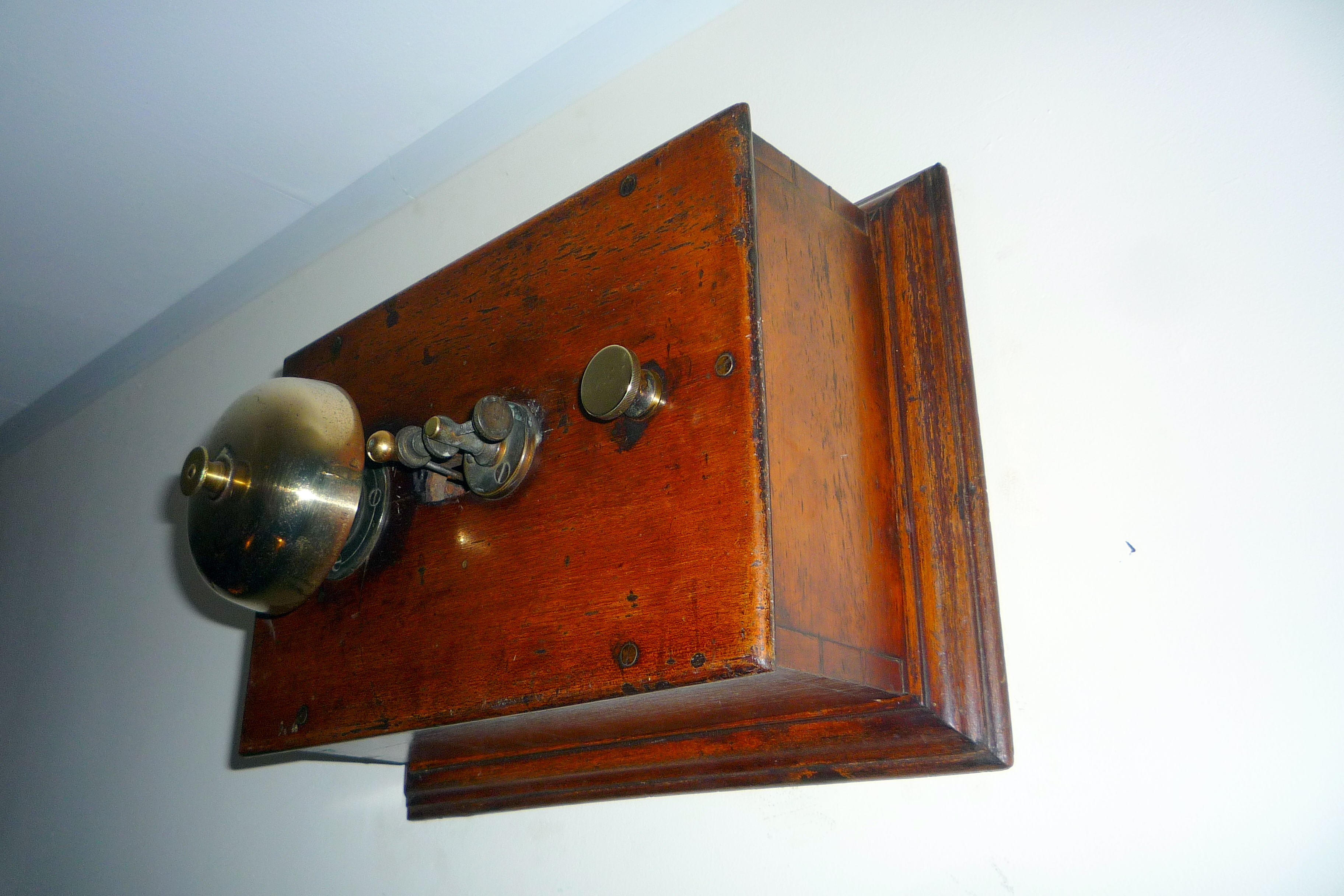
جرس كهربائي أحادي الطنة

### الطنان الكهربائي
جهاز يقوم بتحويل الطاقة الكهربائية إلى صوت مسموع، وهو يستعمل للإشعار الصوتي في السيارات وأفران المايكروييف وغيرها، وهناك أنواع مختلفة من الطنان الكهربائي، منها ماهو إلكتروميكانيكي وما هو بيزوكهربي.

### الجرس أحادي القرعة
أو الجرس أحادي الطنة، (أنظر الصورة)، كانت تسعمل بكثرة في إشعارات السكك الحديدية، وهي تتميز بإصدار صوت طنة واحدة عند توصيل التيار الكهربائي، تتكون فقط من كهرمغنطيس ومطرقة تقوم بقرع الجرس المرنان عند تشغيل الكهرمغنطيس.

### جرس الهاتف

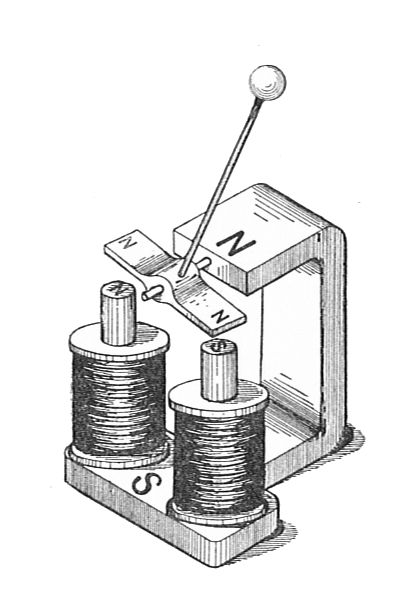
جرس مستقطب

يسمى الجرس المستقطب،(أنظر الصورة جانبه)، يشتغل هذا الجرس بالتيار المتناوب. ويتكون من مغنطيس دائم permanent magnet يمكنه الدوران في كلا المنحيين، إذ يتأرجح بالتناوب عند كل نصف دور للموجة المترددة للتغذية. هذا الجرس لا يحتوي على ملامسة قاطعة إذن يتمتع بعمر طويل نسبيا، ولهذا يتم استخدامه في الهاتف.

### إنذار الحريق
تنقسم أجراس إنذارات الحريق إلى قسمين: متذبذبة و أحادية الطنة. تصدر الأجراس المتذبذبة رنين مستمر ما لم تفصل التيار الكهربائي عنه. عند تغدية جرس أحادي الطنة يصدر طنة واحدة ولا يصدر أي طنة إلا بعد قطع وإعادة توصيل التيار.

## مصدر القدرة
إن الأجراس الكهربائية مصممة للعمل بجد يتراوح بين 10v و 24v، مستمر أو متناوب. وقبل امتداد توزيع الطاقة الكهربائية كانت الأجراس تتطلب بطارية لتشغيلها، وكانت أجراس الهاتف تسحب قدرتها من مولدات مغناطيسية (أنظر Telephone magneto [الإنجليزية]). بينما تغذى الأجراس المستعملة في الصناعة على توتر مرتفع نسبيا.